# Campeonato Asiático de Handebol Feminino de 1995
O Campeonato Asiático de Handebol Feminino de 1995 foi a quinta edição do principal campeonato de andebol (português europeu) ou handebol (português brasileiro) feminino do continente asiático. A Coreia do Sul foi o país sede e os jogos ocorreram na cidade de Seul.
A Coreia do Sul foi campeã pela primeira vez, com a China segundo e o Japão terceiro.